# النويرات (سوهاج)
قرية النويرات هي إحدى القرى التابعة لمركز العسيرات بمحافظة سوهاج في جمهورية مصر العربية. حسب إحصاءات سنة 2006، بلغ إجمالي السكان في النويرات 4828 نسمة، منهم 2480 رجل و2348 امرأة.